# Aleix Font
Aleix Font Rodríguez, né le 11 mars 1998 à Barcelone en Espagne, est un joueur espagnol de basket-ball. Il évolue au poste d'arrière. Son frère David Font joue aussi au basket.

## Biographie
Après avoir commencé à jouer au basket-ball avec le club de JAC Sants, Aleix Font arrive dans les catégories inférieures du FC Barcelone en 2013, à l'âge de 15 ans.
En 2014, il joue avec l'équipe d'Espagne le championnat d'Europe des moins de 16 ans, terminant à la troisième place.
Il débute en LEB Oro (deuxième division espagnole) lors de la saison 2015-2016 et il est convoqué pour jouer la Coupe du Roi avec l'équipe première.
En 2016, il participe avec l'Espagne au championnat d'Europe des moins de 18 ans terminant à la cinquième place.
En 2018, il prend part avec l'Espagne au championnat d'Europe des moins de 20 ans, obtenant la septième place.
En mai 2019, Aleix Font se déclare candidat au draft de la NBA 2019 avant de retirer son nom de la draft.
Le 2 août 2019, il est prêté au Brose Bamberg mais le club met fin au prêt avant qu'il dispute son premier match officiel.
Le 2 novembre 2019, il rejoint en prêt le club espagnol d'Obradoiro.
Au mois d'août 2020, il s'engage pour quatre saisons au Casademont Saragosse mais est immédiatement prêté au Bàsquet Girona en deuxième division espagnole pour la saison 2020-2021,.